# Zenobuurt
De Zenobuurt is een onderdeel van de Rotterdamse wijk Lombardijen in het stadsdeel IJsselmonde.
De Zenobuurt ligt in het noordoostelijk deel van Lombardijen en wordt begrensd door de Spinozaweg in het zuiden, de Molenvliet in het westen, de Aristotelesstraat in het noorden en de spoorlijn Rotterdam - Dordrecht in het oosten.
De Zenostraat vormt de enige winkelstraat, met een bar, een afhaalpizzeria, shaormatent/pizzeria, een café en een interieurzaak. De dichtstbijzijnde supermarkten zijn aan de Spinozaweg en Pliniusstraat.
Op de hoek van de Molenvliet en de Spinozaweg staat het opvallende gebouw de Zonnetrap uit 1980. Dit gebouw is bedoeld voor ouderenhuisvesting, maar herbergt ook een sportschool en een paramedische praktijk. De bouw van de Zonnetrap is gebaseerd op het Biopolis principe van architect Luzia Hartsuyker-Curjel: woningen opgestapeld in de vorm van een piramide.

## Straatnamen
De straatnamen in de Zenobuurt zijn genoemd naar filosofen:

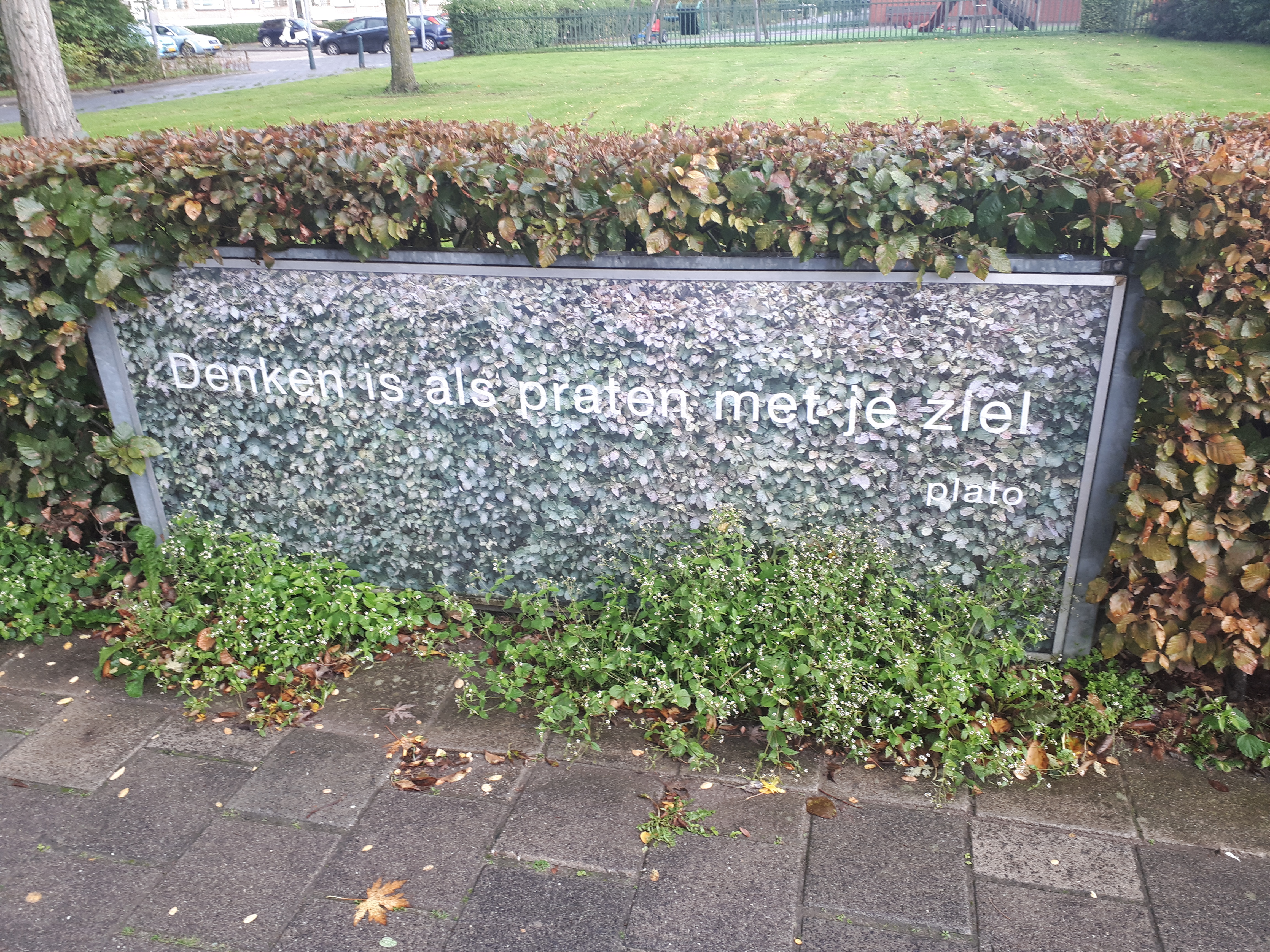
Een uitspraak van Plato op een gedenkplaat in de Platostraat te Rotterdam.

- Aristotelesstraat
- Socratesstraat
- Kritostraat
- Gorgiashof en Gorgiasstraat
- Hippiashof
- Platostraat
- Zenostraat
- Aesopusplaats
- Augustinusstraat
- Plotinusstraat
- Epicurusstraat
- Diogenesstraat
- Pythagorasweg

Beverwaard

Groot-IJsselmonde:
De Veranda ·
Groenenhagen-Tuinenhoven ·
Hordijkerveld ·
Kreekhuizen ·
Reyeroord ·
Sportdorp ·
Zomerland

Lombardijen:
Homerusbuurt ·
Karl Marxbuurt ·
Molièrebuurt ·
Smeetsland ·
Zenobuurt

Oud-IJsselmonde
Rotterdam Centrum ·
Rotterdam-Noord ·
Rotterdam-Oost ·
Rotterdam-West ·
Rotterdam-Zuid ·
110-Morgen ·
Afrikaanderwijk ·
Agniesebuurt ·
Bergpolder ·
Beverwaard ·
Blijdorp ·
Blijdorpse polder ·
Bloemhof ·
Boomgaardshoek ·
Bospolder-Tussendijken ·
CS-kwartier ·
Carnisserbuurt ·
Cool ·
Crooswijk ·
De Esch ·
De Veranda ·
Delfshaven ·
Delfshaven-Schiemond ·
Dijkzigt ·
Feijenoord ·
Gadering ·
Groenenhagen-Tuinenhoven ·
Groot-IJsselmonde ·
Heijplaat ·
Het Lage Land ·
Hillegersberg ·
Hillesluis ·
Homerusbuurt ·
Hordijkerveld ·
Kandelaar ·
Karl Marxbuurt ·
Katendrecht ·
Kiefhoek ·
Kleinpolder ·
Kleiwegkwartier ·
Kop van Zuid ·
Kralingen ·
Kralingse Veer ·
Kreekhuizen ·
Landzicht ·
Liskwartier ·
Lloydkwartier ·
Lombardijen ·
Meeuwenplaat ·
Middelland ·
Middengebied ·
Millinxbuurt ·
Molenlaankwartier ·
Molièrebuurt ·
Nesselande ·
Nieuw Engeland ·
Nieuw-Mathenesse ·
Nieuwe Westen ·
Nooddorp ·
Noordereiland ·
Ommoord ·
Oosterflank ·
Oud-Charlois ·
Oud-IJsselmonde ·
Oud-Mathenesse ·
Oude Noorden ·
Oude Westen ·
Oudeland ·
Overschie ·
Pendrecht ·
Prinsenland ·
Provenierswijk ·
Reyeroord ·
Rubroek ·
Sagenbuurt ·
Scheepvaartkwartier ·
Schiebroek ·
Schiemond ·
's-Gravenland ·
Smeetsland ·
Spaanse Polder ·
Spangen ·
Sportdorp ·
Stadsdriehoek ·
Struisenburg ·
Tarwewijk ·
Terbregge ·
Tussenwater ·
Varenbuurt ·
Vondelingenplaat ·
Vreewijk ·
Waalhaven ·
Westpunt ·
Wielewaal ·
Witte Dorp ·
Zalmplaat ·
Zenobuurt ·
Zestienhoven ·
Zevenkamp ·
Zomerland ·
Zuidwijk